# Kokosei Restaurant
Kokosei Restaurant (高校生レストランKōkōsei Resutoran) è un dorama stagionale prodotto e mandato in onda da Nippon Television nel 2011 in 9 episodi; la storia si basa su eventi reali.

## Trama
Lo chef Shingo, dopo una discussione con un cliente, lascia il suo posto di lavoro a Ginza per accettare l'offerta, propostagli da una vecchia conoscenza, di andare in un liceo in qualità di professore temporaneo per insegnare agli studenti delle scuole superiori a cucinare. Shingo, un cuoco molto esperto, cerca subito di fare del proprio meglio e stimolare i giovani alla propria passione.
La cittadina di campagna, ov'è nato e cresciuto lo stesso Shingo, ha bisogno in un certo qual modo di essere rivitalizzata ed un ristorantino gestito dagli stessi ragazzi è presto aperto: prende il nome di "Kokosei Restaurant". Il consiglio comunale pare però opporsi subito fermamente e causare molti problemi.

## Personaggi
- Masahiro Matsuoka - Muraki Shingo
- Kazue Fukiishi - Muraki Haruka, sorella di Shingo.
- Ryūnosuke Kamiki - Sakamoto Yosuke, assistente chef al Kokosei
- Umika Kawashima - Yonemoto Mai, cuoca al Kokosei.
- Yuka Itaya - Yoshizaki Fumika, dirigente scolastico che cerca di mettere i bastoni tra le ruote a Shingo.
- Yuki Shibamoto - Toko Hitomi
- Yoshio Harada - Muraki Sadatoshi, padre di Shingo e sacerdote shintoista al tempio locale.
- Hideaki Itō - Kishino Hiroshi, assessore comunale e amico d'infanzia di Shingo.
- Shūhei Nomura - capocuoco al Kokosei.
- Reiko Fujiwara
- Ayaka Miyoshi
- Hidemi Hikita
- Rena Nounen - Miyazawa Maho
- Akio Kaneda - Tokura Masaya